# فرانسوا بوربوت
فرانسوا بوربوت (بالفرنسية: François Bourbotte)‏ (مواليد 24 فبراير 1913) هو لاعب كرة قدم. يلعب مع منتخب فرنسا لكرة القدم. سبق له أن لعب في كأس العالم لكرة القدم مع منتخب بلاده.

## روابط خارجية
- فرانسوا بوربوت على موقع قاعدة بيانات كرة القدم.إي يو (الإنجليزية)
- فرانسوا بوربوت على موقع ليكيب (الفرنسية)
- فرانسوا بوربوت على موقع ناشيونال فوتبول تيمز (الإنجليزية)